# 赫伯特·斯卡夫
赫伯特·斯卡夫（Herbert Scarf，1930年7月25日—2015年11月15日）出生于费城，美国数学经济学家，耶鲁大学经济学斯特林教席。他也是美国艺术与科学学院的成员。他在本科期间取得了1950年威廉·洛厄尔·普特南数学竞赛的前10名，这项数学竞赛是美国大学和加拿大大学之间的重要数学竞赛。他在1954年获得了普林斯顿大学博士学位。
他的著名成就是关于合作博弈的一篇开创性的论文。他在其中表明，合作博弈在一般均衡博弈中对核心（经济）来说是充分的。充分性和必要性要早于劳埃德·夏普利所证明的，参与者被允许相互之间自由传输自己的效用的博弈。必要性被证明在泛化中失去。
斯卡夫1973年获得了弗雷德里克·W·兰切斯特奖，以奖励他与泰耶勒厄德汉森合作对《经济均衡计算》的贡献，它开创了利用数字算法来解释应用AGE模型的一般均衡系统。

## 外部連結
- Personal web site （页面存档备份，存于）
- The works of Herbert Scarf
- 赫伯特·斯卡夫在數學譜系計畫的資料。